# امیل وارتازاریان
امیل وارتازاریان (انگلیسی: Emil Vartazarian؛ زادهٔ ۲۵ مهٔ ۱۹۷۶) یک بازیکن راگبی ۱۵ نفره ارمنی‌تبار اهل ایران است. وی در تیم ملی راگبی ۱۵ نفره هند بازی کرده است و در سال ۲۰۰۷ مربی تیم ملی راگبی ۱۵ نفره ایران بود.